# Terjékfalva
Terjékfalva (szlovákul: Teriakovce) község Szlovákiában, az Eperjesi kerület Eperjesi járásában.

## Fekvése
Eperjestől 5 km-re keletre fekszik.

## Története
A település a 14. század közepén keletkezett a sóvári uradalom területén. 1385-ben „Terykfalua” néven említik először. 1412-ben „Terjekfalva” néven említik. 1427-ben 8 portája volt. 1600-ban 13 adózó háztartása létezett. A Tegzes, majd a Ternyei, Roskoványi és Melczer, a 18. században pedig a Sztankay családok tulajdonában állt. 1715-ben és 1720-ban 8 volt az adózók száma.
A 18. század végén Vályi András így ír róla: „TERJÉKFALVA. Terjakovce. Tót falu Sáros Várm. földes Ura Péchy Uraság, lakosai többfélék, fekszik Sóvárhoz nem meszsze, mellynek filiája; határja termékeny, réttye, legelője, és fája van; piatza, és keresetre módgya Eperjesen.”
A 19. században a Dessewffy család birtoka volt. A falu lakosai főként mezőgazdasággal és fuvarozással foglalkoztak.
Fényes Elek 1851-ben kiadott geográfiai szótárában így ír a faluról: „Terjékfalu, Tergekowce, tót falu, Sáros vgyében, Eperjeshez keletre 3/4 mfd. 256 rom., 14 g. kath., 6 zsidó lak. Termékeny föld. Erdő. F. u. Péchy.”
A 19. század második felében sok lakója kivándorolt. 1920 előtt Sáros vármegye Eperjesi járásához tartozott.
1928-ban 27 háza leégett. Lakói főként a közeli Eperjes üzemeiben dolgoznak.

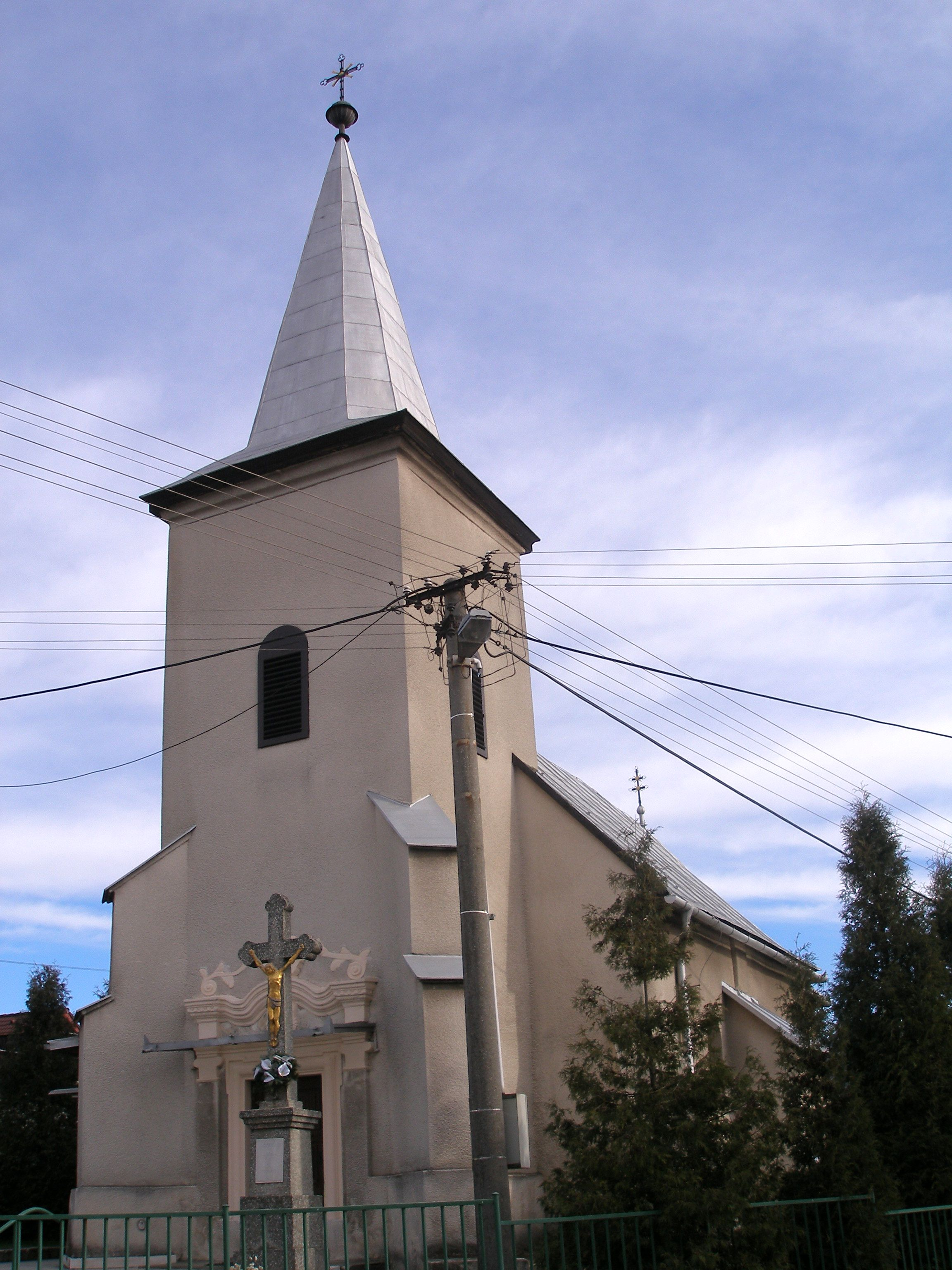
A templom

## Népessége
| Év:            | 1994. | 2004.   | 2014.    | 2024.    |
| -------------- | ----- | ------- | -------- | -------- |
| Emberek száma: | 387   | 392     | 651      | 1241     |
| Eltérés:       |       | +1,29 % | +66,07 % | +90,62 % |

| Év:            | 2023. | 2024.   |
| -------------- | ----- | ------- |
| Emberek száma: | 1204  | 1241    |
| Eltérés:       |       | +3,07 % |

1787-ben 41 házában 284 lakosa élt.
1828-ban 40 háza és 302 lakosa volt.
1910-ben 167, túlnyomórészt szlovák lakosa volt.
2001-ben 385 lakosából 384 szlovák volt.
2011-ben 547 lakosából 503 szlovák.

## Nevezetességei
- Római katolikus temploma eredetileg kora gótikus volt, 1742-ben barokk stílusban építették át. Főoltárán a 14. század második felében készített Madonna-szobor másolata látható.